# Salonik (diari)

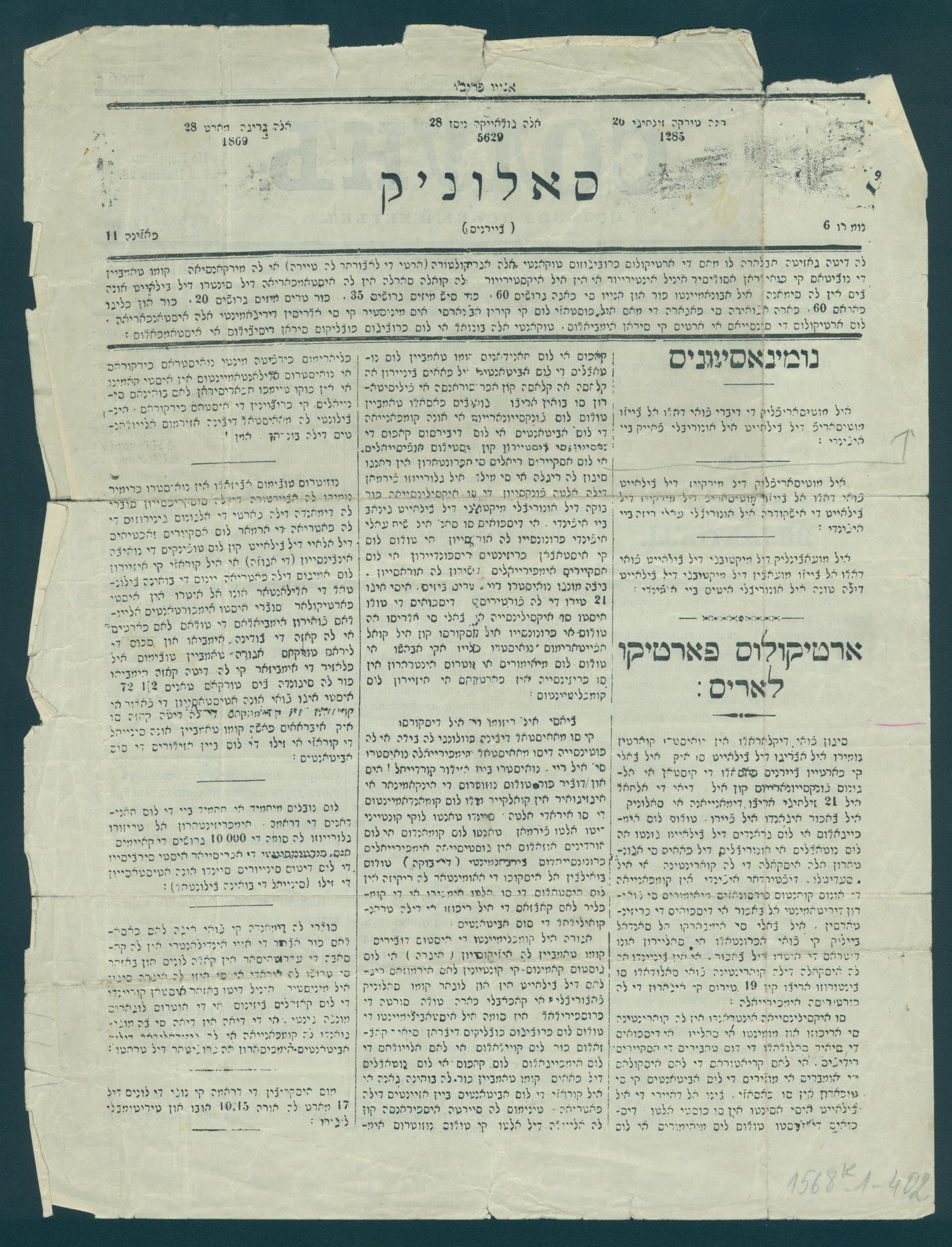
Primera pàgina del diari Salonik.

Salonik era un diari en judeoespanyol publicat a Tessalònica, a l'Imperi Otomà (actualment, Grècia) entre 1869 i 1874. S'escrivia en alfabet hebreu. Fou un dels primers diaris jueus d'aquesta ciutat, que aleshores era de majoria jueva.